# A Love Supreme
A Love Supreme – album Johna Coltrane’a oraz jego klasycznego kwartetu (obok lidera McCoy Tyner, Jimmy Garrison oraz Elvin Jones); przez wielu muzyków i słuchaczy uważana za najważniejszą obok Kind Of Blue Milesa Davisa płytę w historii jazzu. Muzyka zawarta na płycie jest też uważana za kanon free jazzu.
W 2003 album został sklasyfikowany na 47. miejscu listy 500 albumów wszech czasów magazynu „Rolling Stone”.

## Koncepcja albumu
A love Supreme jest albumem koncepcyjnym. Podzielony jest na cztery części układające się w spójną kompozycję z tytułowym motywem przewodnim o duchowym i religijnym znaczeniu.
W 1957 roku Coltrane przeżył duchowe nawrócenie, co pozwoliło mu zerwać z heroinowym nałogiem. Od tej chwili wszystko podporządkował doskonaleniu się w grze, ćwiczył godzinami zamknięty w hotelowych pokojach, co wprawiało w zdziwienie nawet samego Milesa Davisa. Podążał ścieżką duchową, gdzie Bóg był najważniejszą, oprócz samej muzyki, rzeczą w życiu muzyka. 

## Twórcy
- John Coltrane – saksofon tenorowy
- Jimmy Garrison – kontrabas
- Elvin Jones – perkusja
- McCoy Tyner – fortepian

## Lista utworów
| 1. | „Part 1: Acknowledgement” | 7:47  |
|    |                           |       |
| 2. | „Part 2: Resolution”      | 7:22  |
|    |                           |       |
| 3. | „Part 3: Pursuance”       | 10:45 |
|    |                           |       |
| 4. | „Part 4: Psalm”           | 7:08  |
|    |                           |       |
|    |                           | 33:02 |
|    |                           |       |